# Dębinki (Klesztów)
Dębinki – przysiółek wsi Klesztów w Polsce, położony w województwie lubelskim, w powiecie chełmskim, w gminie Żmudź.
W latach 1975–1998 przysiółek należał administracyjnie do województwa chełmskiego.